# Martin Dougiamas
Martin Dougiamas (ur. 20 sierpnia 1969) – australijski dydaktyk i informatyk mieszkający w Perth. Pracował nad konstruktywistycznymi modelami nauczania i uczenia się on-line i zapoczątkował rozwój otwartej platformy e-learningowej Moodle. Jest założycielem i dyrektorem naczelnym Moodle Pty Ltd – firmy, która zajmuje się rozwojem platformy Moodle i jest częściowo finansowana przez dostawców należących do sieci Partnerów Moodle’a (ang. Moodle Partners).

## Życiorys

### Wczesne lata
Będąc dzieckiem Dougiamas żył kilkanaście lat na pustyni w zachodniej Australii, gdzie uczył się w domu dzięki materiałom zrzucanym z samolotu. Jego rodzina przeniosła się do Perth, gdzie uczęszczał do szkoły podstawowej West Balcatta i szkoły średniej Balcatta na północnych przedmieściach miasta. W wywiadzie w 2010 roku powiedział, że być może właśnie to niezwykłe doświadczenie edukacyjne przygotowało go do zbudowania platformy edukacyjnej osadzonej w Internecie. 

### Badania naukowe i wpływy
Projekt doktorski Dougiamasa na Curtin University of Technology nosił tytuł: „Używanie otwartego oprogramowania (open-source software) w celu wspierania konstruktywistycznej epistemologii nauczania i uczenia się w ramach internetowych społeczności z wykorzystaniem twórczych dociekań”. Pierwotnie platforma Moodle była jedynie eksperymentem w ramach badań doktorskich, ale powszechne zastosowanie Moodle’a, które wkrótce nastąpiło, oznaczało, że Dougiamas nie mógł dokończyć swych badań.
Dougiamas jest obrońcą otwartego oprogramowania i działał jako jego rzecznik i propagator. Znacząco przyczynił się do unieważnienia przez Biuro Patentowe USA żądania patentowego dla „systemu i metod kształcenia wspomaganego przez Internet” (U.S. 6988138) złożonego przez Blackboard. Aplikacja została opisana jako system internetowy, w którym przysługują różne prawa dostępu dla poszczególnych użytkowników w zakresie zarządzania poszczególnymi zasobami systemu.

### Uznanie
W 2004 roku został opisany przez Brenta Simpsona jako „jeden z rzadkich przypadków w dziedzinie rozwijania otwartego oprogramowania, gdzie właściwa osoba o właściwej osobowości pojawia się we właściwym czasie; Martin Dougiamas jest Linusem Torvaldsem w świecie Systemów Zarządzania Kształceniem (ang. Learning Management Systems, LMS), a jego oprogramowanie jest Linuxem w świecie Systemów Zarządzania Kształceniem”.
W 2008 roku został zdobywcą nagrody Google-O’Reilly za otwarte oprogramowanie (ang. Google-O'Reilly Open Source Award) w kategorii Wspierania Edukacji (ang. Education Enabler). W 2016 roku uzyskał honorowy doktorat na Uniwersytecie Vic w Barcelonie za „wkład w rozwijanie otwartego oprogramowania poprzez stanie na czele platformy Moodle”.

## Publikacje
- Dougiamas, M. and Taylor, P.C. (2003) Moodle: Using Learning Communities to Create an Open Source Course Management System. Proceedings of the EDMEDIA 2003 Conference, Honolulu, Hawaii.
- Dougiamas, M. and Taylor, P.C. (2002) Interpretive analysis of an internet-based course constructed using a new courseware tool called Moodle. Proceedings of the Higher Education Research and Development Society of Australasia (HERDSA) 2002 Conference, Perth, Western Australia.
- Taylor, P.C., Maor, D. & Dougiamas, M. (2001) Monitoring the Development of a Professional Community of Reflective Inquiry via the World Wide Web, Teaching and Learning Forum 2001, Curtin University of Technology.
- Dougiamas, M. and Taylor, P.C. (2000) Improving the effectiveness of tools for Internet-based education, Teaching and Learning Forum 2000, Curtin University of Technology.
- Fairholme, E., Dougiamas, M. and Dreher, H. (2000) Using on-line journals to stimulate reflective thinking, Teaching and Learning Forum 2000, Curtin University of Technology.
- Dougiamas, M. (1992) Data-Driven Reconstruction of Planar Surfaces from Range Images, Computer Science Honours Dissertation, Curtin University of Technology, Perth, Australia.